# Ernesto Vidal
Pour les articles homonymes, voir Vidal.
Ernesto José Vidal dit El Patrullero (né Ernesto Servolo Vidal le 15 novembre 1921 à Buje, en Istrie, alors italienne, maintenant en Croatie et mort le 20 février 1974 à Córdoba, en Argentine) est un footballeur italien et uruguayen, vainqueur de la coupe du monde 1950. 

## Biographie
En tant qu'attaquant, Ernesto Vidal est international uruguayen à huit reprises ([1950-1952) pour deux buts inscrits. Il participe à la coupe du monde de football 1950, où il joue trois matchs sur quatre, ratant le match contre le Brésil (considéré comme la finale), et inscrit un but à la 18e minute contre la Bolivie. Il remporte ce tournoi.
Il commence sa carrière dans le club argentin du CA Rosario Central, pendant deux saisons, remportant une deuxième division argentine en 1942. Il fait ensuite dix saisons avec le club uruguayen du CA Peñarol, remportant cinq fois le championnat uruguayen. Il s'en va en Italie, jouer pour la Fiorentina, sans rien remporter, ni même avec le club de Pro Patria Calcio, lors de la saison 1955-1956.

## Palmarès
- Championnat d'Argentine de football D2
  - Champion en 1942
- Championnat d'Uruguay
  - Champion en 1944, en 1945, en 1949 et en 1951
- Coupe du monde de football
  - Vainqueur en 1950